# Pavel Žur
Pavel Žur (5. května 1966 Jablonec nad Nisou – 27. června 2023 Jablonec nad Nisou) byl český ředitel divadla, sbormistr, producent a regionální politik. Byl manažerem Městského divadla v Jablonci nad Nisou a také radním města Jablonce nad Nisou, ucházel se i o křeslo senátora.

## Životopis
Poté, co odmaturoval na jabloneckém gymnáziu, vystudoval učitelství prvního stupně a hudební výchovu na Univerzitě Jana Evangelisty Purkyně v Ústí nad Labem. Od roku 1990 působil jako učitel a sbormistr úspěšného dětského pěveckého sboru Vrabčáci.
Od roku 1999 řídil Městské divadlo v Jablonci nad Nisou. V rámci mezinárodního studia získal diplom The Kennedyho Centru – arts management. V roce 2011 se stal zároveň ředitelem Městského Tylova divadla v Kutné Hoře. Kvůli souběhu funkcí byl však 27. června 2012 z kutnohorského divadla odvolán, jablonecké řídí dosud. Byl členem Státního fondu kultury České republiky v letech 2011–2013.
Byl producentem řady pěveckých a hudebních projektů často spojených s činností dětského pěveckého sboru DPS Vrabčáci. Například Hvězdy nad Ještědem – regionální soutěž zpěváků od roku 2010 – autorská dílna Petr Hostinský – Pavel Žur, Společně nejen na jevišti, Tříkrálové zpívání, Rodáci Jablonecka, Jablonecký hudební festival, Město plné tónů.
Spolupracoval s řadou předních umělců – např. s Lucií Bílou, Bohušem Matušem, Davidem Deylem, Janem Smigmatorem, Evou Urbanovou, Peterem Dvorským, Jaroslavem Svěceným, Ivo Kahánkem nebo Vilémem Veverkou.
V roce 2017 realizoval mezinárodní hudební projekt Evropa náš domov – operní titul s představiteli – Stefan Kocán, Richard Samek, Marina Vyskvorkina, Pražská komorní filharmonie, Vrabčaci, Szymon Makowski.
Zemřel náhle v červnu 2023 ve věku 57 let, podle prvotních informací bylo příčinou smrti selhání srdce.

## Politická kariéra
Pavel Žur byl politicky aktivní. Byl členem zastupitelstva Statutárního města Jablonce nad Nisou. V roce 2008 úspěšně kandidoval do zastupitelstva Libereckého kraje za uskupení Starostové pro Liberecký kraj jako nezávislý, v roce 2012 založil vlastní stranu Nová budoucnost pro Liberecký kraj. V roce 2014 získala jeho strana /NBPLK/ v komunálních volbách dva mandáty a je součástí vládnoucí koalice města Jablonce nad Nisou. V roce 2018 získal dva mandáty a v roce 2022 jeden mandát.
Pavel Žur byl v letech 2006 až 2010 a 2014 až 2018 členem rady Statutárního města Jablonec nad Nisou, od roku 1998 byl členem zastupitelstva Statutárního města Jablonce nad Nisou. Ve volebním období 2008–2012 zastával post krajského zastupitele Libereckého kraje. Ve volbách v roce 2012 kandidoval neúspěšně jak na hejtmana Libereckého kraje, tak na senátora za obvod č. 35 – Jablonec nad Nisou.
Byl členem v několika městských výborech a komisích (školská, kulturní, zdravotní).
Ve volbách do Senátu PČR v roce 2018 kandidoval jako člen strany Nová budoucnost pro Liberecký kraj (NBPLK) v obvodu č. 35 – Jablonec nad Nisou. Se ziskem 10,03 % hlasů skončil na 4. místě.